# Проба Байльштайна

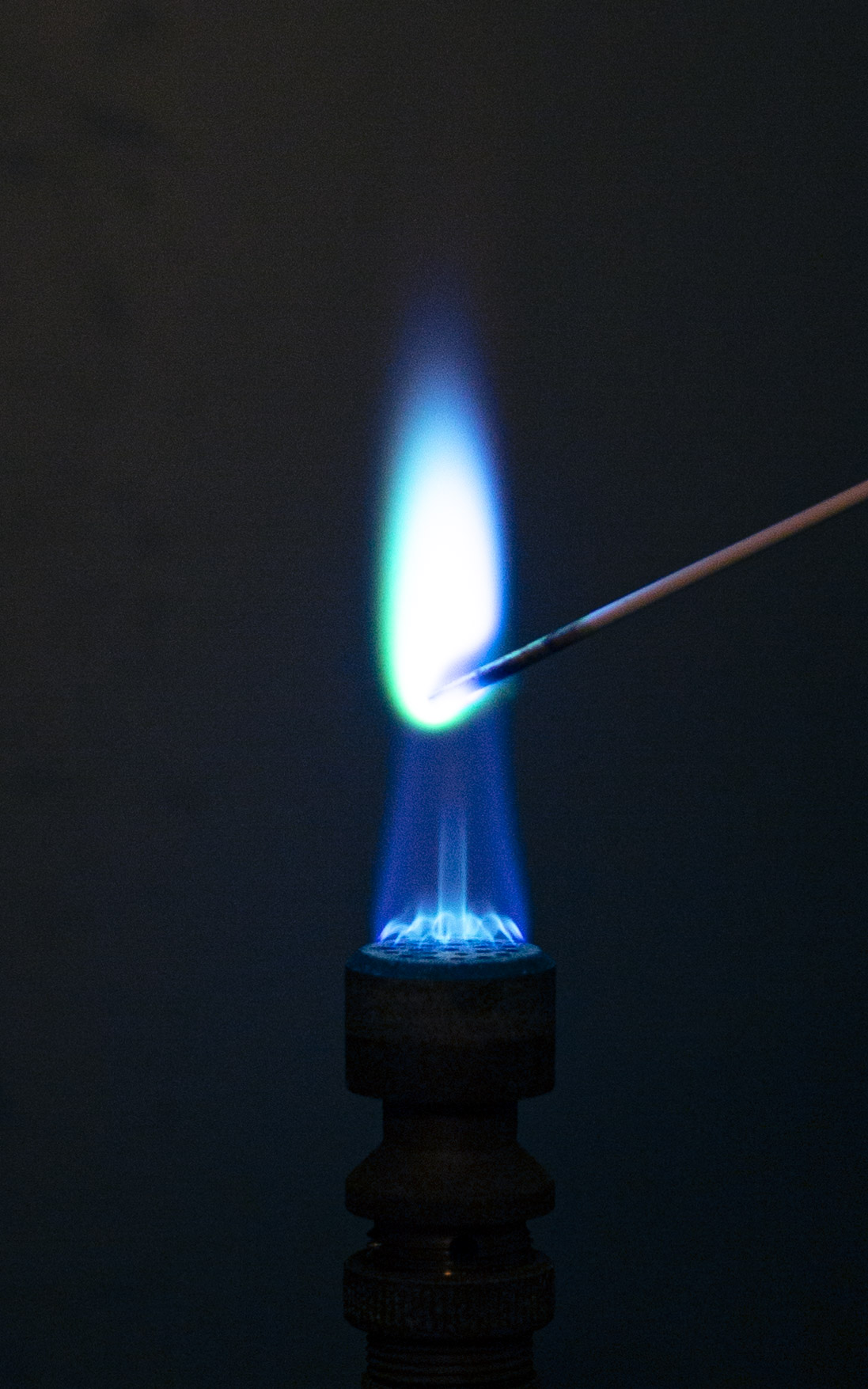
Демонстрація проби Байльштайна

Проба Байльштайна — це простий якісний хімічний тест на органічні галогеніди. Його розробив Фрідріх Конрад Байльштайн.
Мідний дріт очищують і нагрівають у полум'ї пальника Бунзена, утворюючи покриття з оксиду міді(II). Потім його занурюють у зразок, що підлягає випробуванню, і знову нагрівають на полум'ї. Позитивний результат тесту свідчить про зелене полум'я, спричинене утворенням галогеніду міді. Тест не виявляє фтор/фториди.
Цей тест зараз рідко використовується. Одна з причин його неширокого використання полягає в тому, що в процесі можуть утворюватись високотоксичні хлордіоксини, якщо досліджуваним матеріалом є поліхлорарен.
Альтернативним мокрим тестом на галогеніди є тест на плавлення натрію — цей тест перетворює органічний матеріал на неорганічні солі, включаючи галогенід натрію. Додавання розчину нітрату срібла призводить до випадання будь-яких галогенідів у осад у вигляді відповідного галогеніду срібла.